# Y - L'ultimo uomo
Y - L'ultimo uomo (Y: The Last Man) è una serie a fumetti pubblicata dalla divisione editoriale DC Vertigo, scritta da Brian Vaughan e disegnata quasi interamente dalla co-creatrice Pia Guerra. A partire dal numero 23 le copertine sono opera dell'italiano Massimo Carnevale; in precedenza erano opera dello statunitense J.G. Jones.

## Storia editoriale
Le pubblicazioni della serie sono iniziate negli Stati Uniti nel settembre del 2002, mentre la conclusione è avvenuta con il sessantesimo numero, uscito nel dicembre del 2007.
Il titolo originale della serie è un gioco di parole: in lingua inglese suona più o meno come suonerebbe "why the last man" ("perché l'ultimo uomo") a echeggiare la domanda che va avanti per quasi tutta la serie su cosa abbia causato lo sterminio dei maschi. La Y inoltre si riferisce non solo a Yorick, ma anche al cromosoma che differenzia i maschi dalle femmine.
Negli Stati Uniti la serie è stata dapprima pubblicata attraverso sessanta albi usciti a cadenza mensile. Successivamente la serie è stata raccolta e proposta in ben quattro edizioni: una prima edizione composta da dieci volumi brossurati, una seconda da cinque volumi, una terza “absolute edition" da tre volumi e una quarta "omnibus“ in un unico volume.
In Italia la serie è stata dapprima pubblicata in undici volumi brossurati dalla Magic Press dal 2003 e dalla Planeta DeAgostini dal 2007. La stessa Planeta DeAgostini ha iniziato a pubblicare mensilmente le storie (in albi da un centinaio di pagine) nel mese di aprile del 2010. A partire da ottobre del 2013 RW Edizioni ha pubblicato dal principio e in formato "bonelliano" la serie, con cadenza mensile.
Con il passaggio dei diritti di pubblicazione DC alla Panini Comics la stessa ha iniziato a ripubblicare l'opera riproponendo fedelmente l'edizione americana in dieci volumi.

## Trama
La serie prende le mosse da un'improvvisa catastrofe, che nel giro di pochi istanti stermina tutti i mammiferi di sesso maschile sulla faccia della Terra (rendendo inutilizzabili perfino gli embrioni e lo sperma congelati nelle cliniche per la procreazione assistita). Gli unici a salvarsi sono Yorick Brown, giovane e scapestrato escapista dilettante con seri problemi di autostima, e Ampersand, la scimmia cappuccino che il ragazzo sta tentando di addestrare come animale domestico da affiancare alle persone con disabilità.
Yorick è figlio di un professore universitario che tiene lezioni sul teatro elisabettiano e di Jennifer Brown, membro del Congresso degli Stati Uniti. Ha una sorella di nome Hero e una fidanzata che si chiama Beth Deville, che al momento della catastrofe si trova in Australia per una serie di studi antropologici nei pressi di Ayers Rock.
Due mesi dopo la catastrofe Yorick riesce a raggiungere Washington e grazie alla madre a parlare con la presidente degli Stati Uniti (Margaret Valentine, che all'epoca della catastrofe ricopriva la carica di Ministro dell'Agricoltura).
Yorick, ormai ultima speranza per la sopravvivenza dell'umanità, viene obbligato a raggiungere la dottoressa Allison Mann, genetista di fama mondiale ed esperta di clonazione. Per raggiungere Boston (ultima residenza conosciuta della dottoressa) a Yorick viene affidata come guardia del corpo l'Agente 355 del Culper Ring (agenzia di spionaggio degli Stati Uniti realmente esistita ai tempi della rivoluzione americana).

## Temi
La serie mostra Yorick alle prese con una società che cade improvvisamente nel caos e che, nel corso degli anni su cui si sviluppa la storia, impara ad adattarsi all'idea di un'umanità tutta al femminile e senza futuro.
Etica, clonazione, rapporti uomo-donna, religione, sesso, guerra sono alcuni dei temi trattati tutti seguendo un'idea di fondo di evitare di cadere nel banale e con una spiccata tendenza al "politicamente scorretto".

## Personaggi principali
- Yorick Brown, il protagonista, è un giovane escapista dilettante laureato in lettere, nonché l'ultimo uomo sulla Terra; è figlio di un professore universitario che teneva corsi sul teatro elisabettiano e che, grande appassionato di William Shakespeare, ha voluto dare a suo figlio il nome del buffone di corte di Amleto (il cui teschio Amleto interroga durante un celebre monologo sulla morte e sui suoi tremendi effetti sul corpo e sull'anima dell'uomo) e a sua figlia Hero quella di un personaggio minore di Molto rumore per nulla.
- L'Agente 355 è la guardia del corpo di Yorick e lavora per il Culper Ring, una misteriosa agenzia governativa statunitense.
- La dottoressa Allison Mann è un'esperta di genetica e clonazione alla ricerca delle cause della catastrofe e del modo per evitare l'estinzione della razza umana;
- Ampersand è la scimmia cappuccina di Yorick e l'unico altro mammifero di sesso maschile a essere sopravvissuto al disastro. «Ampersand» è il termine inglese con cui viene indicato il carattere "&" noto anche in italiano come "e commerciale", ma viene usato colloquialmente (e in maniera un po' scherzosa) anche per dire "sedere" o "didietro", visto che questa lettera veniva inserita in fondo, di dietro, appunto, all'alfabeto.
- Beth Deville è la ragazza di Yorick. Al momento del disastro si trova in Australia per ricerche antropologiche.
- Hero Brown è la sorella di Yorick.

## Controversie
Lo spunto all'origine della storia, cioè la morte misteriosa e inspiegabile di - quasi - tutti gli uomini e alcune situazioni, così come il protagonista del romanzo (come anche Yorick) sia un escapista e fugga inseguito dalle donne sopravvissute all'ecatombe del genere maschile camuffato, riecheggiano trama e situazioni narrative del romanzo del 1993 Anatomia umana, dello scrittore argentino Carlos Chernov.

## Riferimenti nella cultura di massa
Nel sesto episodio della quinta stagione di Lost Hugo Reyes legge il quindicesimo capitolo della serie.
Nella serie Chuck, si vede spesso il protagonista leggere il fumetto e nella sua camera da letto campeggia un grande poster dell’opera.

## Edizione in lingua italiana
La serie è stata pubblicata in italiano in volumi che riprendono le raccolte statunitensi originali, basate sugli archi narrativi della serie. Inizialmente le edizioni erano curate dalla casa editrice Magic Press Edizioni e in seguito da Planeta DeAgostini:
| #  | Titolo (Titolo originale)            | Editore              | Data di pubblicazione | ISBN                               | Contiene               | Note |
| -- | ------------------------------------ | -------------------- | --------------------- | ---------------------------------- | ---------------------- | --- |
| 1  | Senza uomini (Unmanned)              | Magic Press Edizioni | 2003-06               | ISBN 88-87006-56-3 / 9788887006568 | Y: The Last Man #1–5   | |
| 2  | Cicli (Cycles)                       | Magic Press Edizioni | 2003-12               | ISBN 88-87006-72-5 / 9788887006728 | Y: The Last Man #6–10  | |
| 3  | Un piccolo passo (One Small Step)    | Magic Press Edizioni | 2004-11               | ISBN 88-7759-021-1 / 9788877590213 | Y: The Last Man #11–15 | L'edizione inglese contiene i numeri #11-17                                                                                     |
| 4  | Legami                               | Magic Press Edizioni | 2005-08               | ISBN 88-7759-021-1 / 9788877590589 | Y: The Last Man #16–20 | Non segue l'edizione inglese, che al precedente volume ne fa seguire uno dal titolo Safeworld che raccoglie i numeri #18-23     |
| 5  | Lingue di fuoco                      | Magic Press Edizioni | 2005-10               | ISBN 88-7759-074-2 / 9788877590749 | Y: The Last Man #21–25 | Non segue l'edizione inglese, che al volume One Small Step ne fa seguire uno dal titolo Safeworld che raccoglie i numeri #18-23 |
| 6  | Cerchi di verità (Ring of Truth)     | Magic Press Edizioni | 2006-02               | ISBN 88-7759-096-3 / 9788877590961 | Y: The Last Man #26–31 | L'edizione inglese contiene i numeri #24-31                                                                                     |
| 7  | Ragazze (Girl on Girl)               | Magic Press Edizioni | 2006-06               | ISBN 88-7759-122-6 / 9788877591227 | Y: The Last Man #32–36 | |
| 8  | Bambole di carta (Paper Dolls)       | Planeta DeAgostini   | 2007                  | ISBN 978-84-674-4127-7             | Y: The Last Man #37–42 | |
| 9  | Draghi in kimono (Kimono Dragons)    | Planeta DeAgostini   | 2007                  | ISBN 977-18-8765033-6              | Y: The Last Man #43–48 | |
| 10 | Madrepatria (Motherland)             | Planeta DeAgostini   | 2007                  | ISBN 978-84-674-5433-8             | Y: The Last Man #49–54 | |
| 11 | La variabile Y (Whys and Wherefores) | Planeta DeAgostini   | 2008                  | ISBN 978-84-674-6028-5             | Y: The Last Man #55–60 | |

Infine, ad aprile del 2010, la Planeta DeAgostini ha iniziato a pubblicare mensilmente le storie.

## Adattamenti
Dal fumetto è stata tratta un'omonima serie TV, distribuita in lingua italiana sulla piattaforma Disney+ a partire da settembre del 2021, con episodi della durata di circa un'ora. La narrazione risulta essere di tipo corale, a ritmo lento e sovente incedendo su dettagli macabri.